# Le Samyn 2024
La 56.ª edición de la competición ciclista Le Samyn fue una carrera ciclista disputada el 27 de febrero de 2024 en Bélgica, sobre un recorrido de 204,3 km con inicio en la localidad de Quaregnon y final en Dour.

## Equipos participantes
Tomaron parte en la carrera 24 equipos: 5 de categoría UCI WorldTeam, 8 de categoría UCI ProTeam y 11 de categoría Continental. Formaron así un pelotón de 164 ciclistas de los que acabaron 116. Los equipos participantes fueron:
| WorldTeams (5)- Alpecin-Deceuninck - Arkéa-B&B Hotels - Intermarché-Wanty - Team dsm-firmenich PostNL - UAE Team Emirates ProTeams (8)- Bingoal WB - Equipo Kern Pharma - Lotto Dstny - Q36.5 Pro Cycling Team - TDT-Unibet - Team Flanders-Baloise - TotalEnergies - Uno-X Mobility Equipos continentales (11)- Diftar Continental Cycling Team - Equipe continentale Groupama-FDJ - Israel Premier Tech Academy - Metec-Solarwatt p/b Mantel - Novapor Speedbike - Philippe Wagner-Bazin - Saint Michel-Mavic-Auber 93 - Tarteletto-Isorex - Team Storck-Metropol Cycling - Van Rysel-Roubaix - VolkerWessels Cycling Team |
| |

## Clasificación final
- La clasificación finalizó de la siguiente forma:[3]

| \| Clasificación general \| Clasificación general \| Clasificación general \| Clasificación general \| Clasificación general \| \| Ciclista \| Ciclista \| Equipo \| Tiempo \| \| \| --------------------- \| --------------------- \| -------------------------------- \| --------------------- \| --------------------- \| \| 1.º \| Laurenz Rex \| Intermarché-Wanty \| 4 h 38 min 40 s \| \| \| 2.º \| António Morgado \| UAE Team Emirates \| + 0 s \| \| \| 3.º \| Jenthe Biermans \| Arkéa-B&B Hotels \| + 0 s \| \| \| 4.º \| Rasmus Tiller \| Uno-X Mobility \| + 0 s \| \| \| 5.º \| Timo Kielich \| Alpecin-Deceuninck \| + 0 s \| \| \| 6.º \| Jens Reynders \| Bingoal WB \| + 0 s \| \| \| 7.º \| Alexandre Delettre \| Saint Michel-Mavic-Auber 93 \| + 0 s \| \| \| 8.º \| Laurence Pithie \| Equipe continentale Groupama-FDJ \| + 0 s \| \| \| 9.º \| Amaury Capiot \| Arkéa-B&B Hotels \| + 0 s \| \| \| 10.º \| Vito Braet \| Intermarché-Wanty \| + 0 s \| \| |                    |                                  |                 |
| |                    |                                  |                 |
| Fuente: ProCyclingStats |                    |                                  |                 |
| Clasificación general |                    |                                  |                 |
| Ciclista | Ciclista           | Equipo                           | Tiempo          |
| 1.º | Laurenz Rex        | Intermarché-Wanty                | 4 h 38 min 40 s |
| 2.º | António Morgado    | UAE Team Emirates                | + 0 s           |
| 3.º | Jenthe Biermans    | Arkéa-B&B Hotels                 | + 0 s           |
| 4.º | Rasmus Tiller      | Uno-X Mobility                   | + 0 s           |
| 5.º | Timo Kielich       | Alpecin-Deceuninck               | + 0 s           |
| 6.º | Jens Reynders      | Bingoal WB                       | + 0 s           |
| 7.º | Alexandre Delettre | Saint Michel-Mavic-Auber 93      | + 0 s           |
| 8.º | Laurence Pithie    | Equipe continentale Groupama-FDJ | + 0 s           |
| 9.º | Amaury Capiot      | Arkéa-B&B Hotels                 | + 0 s           |
| 10.º | Vito Braet         | Intermarché-Wanty                | + 0 s           |

## UCI World Ranking
Le Samyn otorgó puntos para el UCI World Ranking para corredores de los equipos en las categorías UCI WorldTeam, UCI ProTeam y Continental. Las siguientes tablas son el baremo de puntuación y los diez corredores que obtuvieron más puntos:
| Posición   | 1.º | 2.º | 3.º | 4.º | 5.º | 6.º | 7.º | 8.º | 9.º | 10.º | 11.º | 12.º | 13.º-15.º | 16.º-25.º |
| Puntuación | 125 | 85  | 70  | 60  | 50  | 40  | 35  | 30  | 25  | 20   | 15   | 10   | 5         | 3         |

| Clasificación |                    |                            |        |
| Posición      | Ciclista           | Equipo                     | Puntos |
| ------------- | ------------------ | -------------------------- | ------ |
| 1.º           | Laurenz Rex        | Intermarché-Wanty          | 125    |
| 2.º           | António Morgado    | UAE Emirates               | 85     |
| 3.º           | Jenthe Biermans    | Arkéa-B&B Hotels           | 70     |
| 4.º           | Rasmus Tiller      | Uno-X Mobility             | 60     |
| 5.º           | Timo Kielich       | Alpecin-Deceuninck         | 50     |
| 6.º           | Jens Reynders      | Bingoal WB                 | 40     |
| 7.º           | Alexandre Delettre | Saint Michel-Mavic-Auber93 | 35     |
| 8.º           | Laurence Pithie    | Groupama-FDJ Continental   | 30     |
| 9.º           | Amaury Capiot      | Arkéa-B&B Hotels           | 25     |
| 10.º          | Vito Braet         | Intermarché-Wanty          | 20     |